# Дефензин

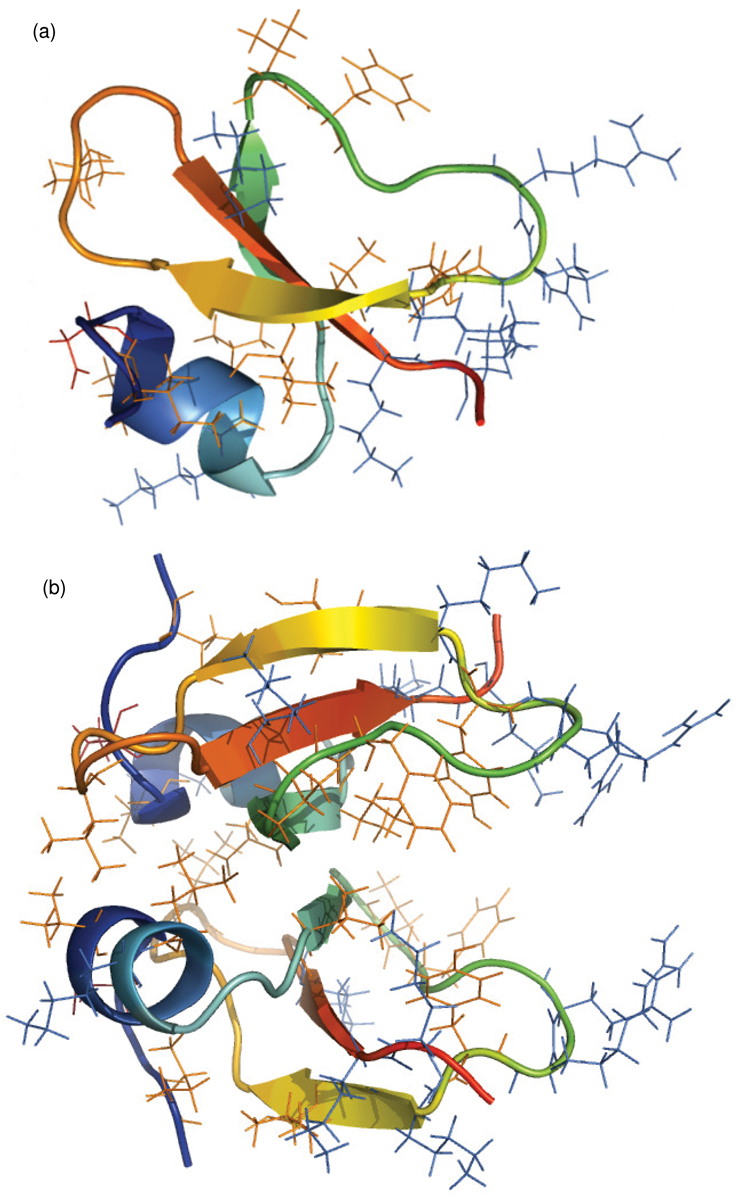
Мономер(a) и димер(b) человеческого дефензина HBD2.

Дефензины (англ. defensin, от англ. defense — защита) — катионные пептиды иммунной системы, активные в отношении бактерий, грибков и многих оболочечных и безоболочечных вирусов. Состоят из 18-45 аминокислот, в том числе 6-8 цистеиновых эволюционно консервативных остатков. Иммунные клетки используют дефензины для уничтожения бактерий, поглощённых при фагоцитозе. Обычно дефензины присоединяются к клеточной мембране микроба и углубляются в неё, формируя порообразные разрывы.
Дефензины млекопитающих по отличиям в структуре подразделяют на три группы: альфа-дефензины, бета-дефензины и тета-дефензины. 
- Альфа-дефензины обнаруживаются в основном в нейтрофилах и клетках Панета.
- Бета-дефензины обнаруживаются в лейкоцитах и эпителиальных клетках. HBD3 выявлен в лейкоцитах, сердечной и скелетных мышцах. HBD4 экспрессирован в некоторых эпителиальных клетках и нейтрофилах.
- Тета-дефензины не обнаруживаются у человека. Пока что известно о наличии тета-дефензинов в организмах некоторых видов приматов, таких как макак-резус[3] и павиан анубис.[4][5]

Человеческий геном содержит шесть генов тета-дефензинов (DEFT), однако стоп-кодон, расположенный слишком близко к началу сигнальной последовательности, мешает их экспрессии. При искусственном «исправлении» этих псевдогенов, удалось произвести соответствующие пептиды, которые были названы ретроциклинами. Было показано, что ретроциклины способны противостоять ВИЧ, Herpes simplex virus, Influenca A, и, возможно, другим вирусам, препятствуя их прониканию в клетку. Шесть «молчащих» генов тета-дефензинов обнаруживаются и у мартышковых. Предположительно, предки современного человека потеряли способность производить тета-дефензины после расхождения их линии с орангутаном, и это могло сделать человека более восприимчивым к ВИЧ.

## Патологии
Дисбаланс дефензинов в клетках кожи может играть роль в появлении прыщей.
Снижение числа дефензинов в подвздошной кишке может предрасполагать к развитию болезни Крона.
В одном небольшом исследовании было отмечено значительное повышение концентрации альфа-дефензинов в Т-лимфоцитах больных шизофренией; некоторое повышение имелось и у здоровых близнецов в дискордантных парах. Авторы предполагают, что уровни альфа-дефензинов могут оказаться полезным маркером риска шизофрении.

## Перспективы применения в медицине
В настоящее время повсеместное распространение антибиотикорезистентности требует поиска и разработки новых противомикробных препаратов. С этой точки зрения дефензины (как и антимикробные пептиды в целом) представляют большой интерес. Было показано, что дефензины обладают выраженной антибактериальной активностью в отношении широкого спектра возбудителей . Кроме того, дефензины позволяют усилить эффективность антибиотиков, уже используемых в медицинской практике .